# Swintonia parkinsonii
Swintonia parkinsonii är en sumakväxtart som först beskrevs av Fischer, och fick sitt nu gällande namn av A.J.G.H. Kostermans. Swintonia parkinsonii ingår i släktet Swintonia och familjen sumakväxter. Inga underarter finns listade i Catalogue of Life.